# 葡萄牙護照
葡萄牙護照（葡萄牙語：Passaporte português）是葡萄牙政府簽發予葡萄牙公民的旅行證件。不過，葡萄牙公民在歐盟國家、冰島、列支敦士登、挪威及瑞士，也就是申根區旅行时，可以使用葡萄牙公民证作为有效的身分證件。

## 新版電子護照
2006年8月28日，葡萄牙政府開始簽發葡萄牙電子護照（葡萄牙語：Passaporte Electrónico Português），葡萄牙護照加上了生物防偽特徵和一塊微型晶片，晶片上記錄了護照上所有的資料包括持有人的相片和指紋資料。而歐盟也規定歐盟成員國發出的護照必須在2008年2月28日前全部加上護照持有人的指紋資料。
自2017年7月起，葡萄牙政府簽發新版的電子護照，該電子護照採用了創新的主題設計與安全技術。護照的內頁印有在2015年12月或之前，被聯合國教科文組織認定的葡萄牙的物質與非物質文化遺產。
葡萄牙電子護照除了達到國際民航組織對電子護照的要求外，並符合美國的旅遊許可電子系統ESTA（Electronic System for Travel Authorization）豁免簽證入境要求。一般來說葡萄牙護照有效期為2年（小童版護照），有效期為5年（成人版護照），且不能續期，申請者需要重新申請過。而舊版本的護照是仍然有效的。

### 封面

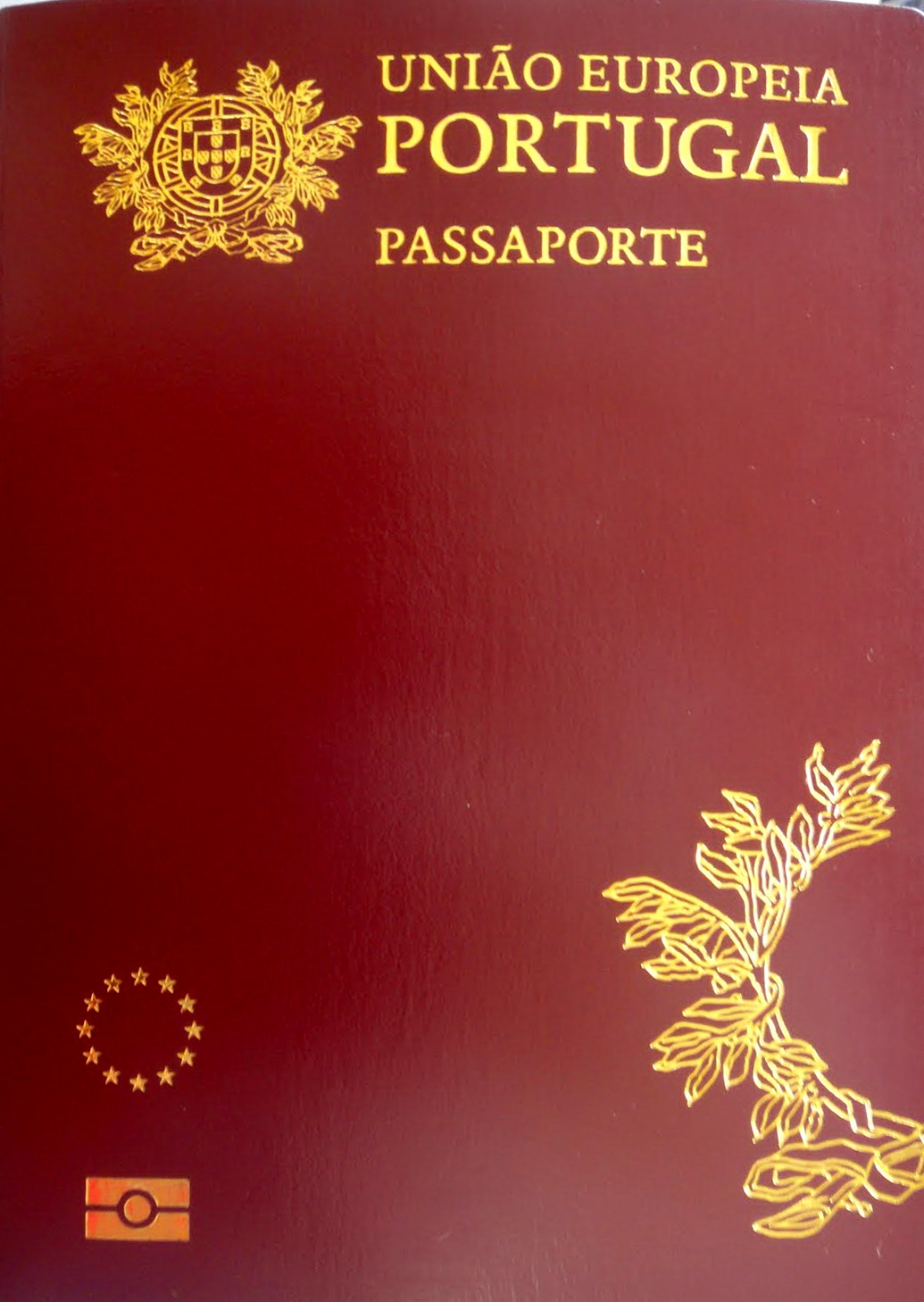
舊版電子護照
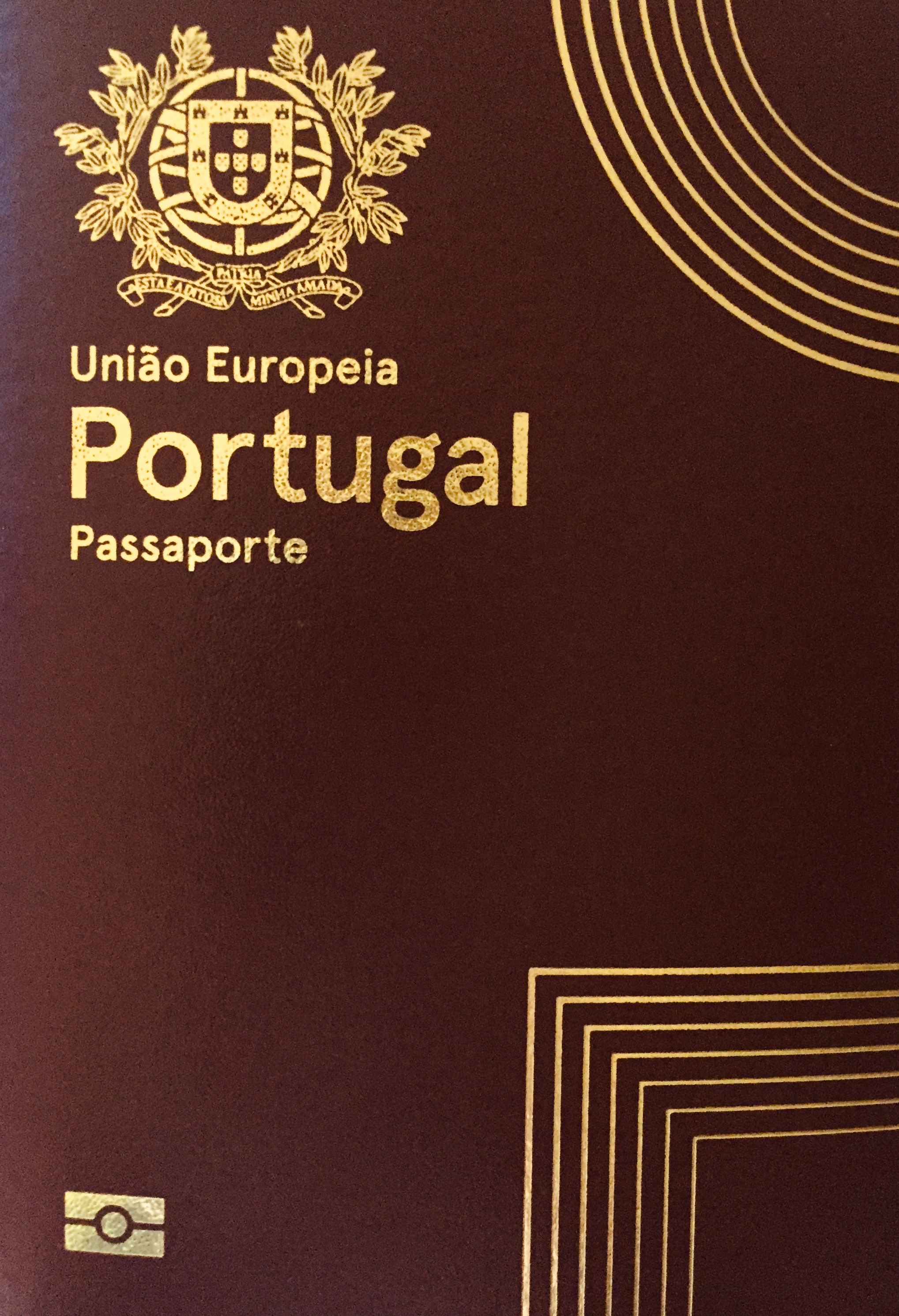
2017年開始發行的新版護照

舊版電子護照使用深紅底色和金字，文字方面只使用葡文。根據歐盟標準，護照印上即歐盟的葡文，下方印上葡萄牙的葡文名稱，最後則是護照的葡文。而2006年版的封面均印有葡萄牙國徽喻意歐盟的「十二顆五角金星環成一圓」及電子護照的圖案，而封面及及封底在紫外光下更可看到葡萄牙共和國葡文名稱（República Portuguesa）的首個葡文字母、喻意歐盟的「十二顆五角金星環成一圓」及電子護照的圖案。另外，由於該護照加入了生物防偽特徵，故在封面下方加上了生物特徵護照的標誌。另一方面，封面上也有防偽特徵的，就是隱形墨水的印刷，該印刷只有在紫外光燈的照射下才可以看到。

### 用戶資料頁
用戶資料位於整本護照的第一頁，它記錄以下的資料：
- 護照類型
- 簽發國家代碼（PRT）
- 護照號碼
- 姓名
- 國籍（Portuguesa）
- 身高（米）
- 出生日期（日.月.年）
- 葡萄牙公民證號碼
- 性別（男）或（女）
- 出生地點（城市，國家）
- 發出日期（日.月.年）
- 發出地點
- 有效日期（日.月.年）
- 電子簽名

### 簽證頁面
整本護照雖然共有32頁（不包括用戶頁和資料頁），但只有28頁是可以用來做簽證的用途。其餘4頁用來印上了用戶頁資料對應歐盟所有國家語言的翻譯。而所有的簽證頁面都印上了葡萄牙國徽的水印。

### 語言
跟從歐盟的標準，護照內包含了所有歐盟國家的官方語言，不過封面上的文字只有葡文，但其翻譯則在第一頁上。而用戶資料頁就只使用了葡文、英文和法文，其他語言在護照最後的三頁上。

## 類型
葡萄牙電子護照共分為以下五種類型：
- 護照
- 特殊
- 外國人（Estrangeiro）
- 外交
- 臨時

## 申請
所有居住在葡萄牙及海外的葡萄牙公民也合資格申請葡萄牙護照及葡萄牙國民身份證。在葡萄牙，申請者需要親身到市民中心辦理申請護照及國民身份證。而居住在海外的葡萄牙公民也同樣要親身前往葡萄牙駐外國當地大使館或領事館申請護照及國民身份證。

## 葡萄牙公民簽證要求
根据2025年1月8日发布的亨利护照指数，葡萄牙护照可免签证、落地签证或电子签证入境190个国家和地区，位居世界第5，与比利时、新西兰、瑞士、英国护照并列。

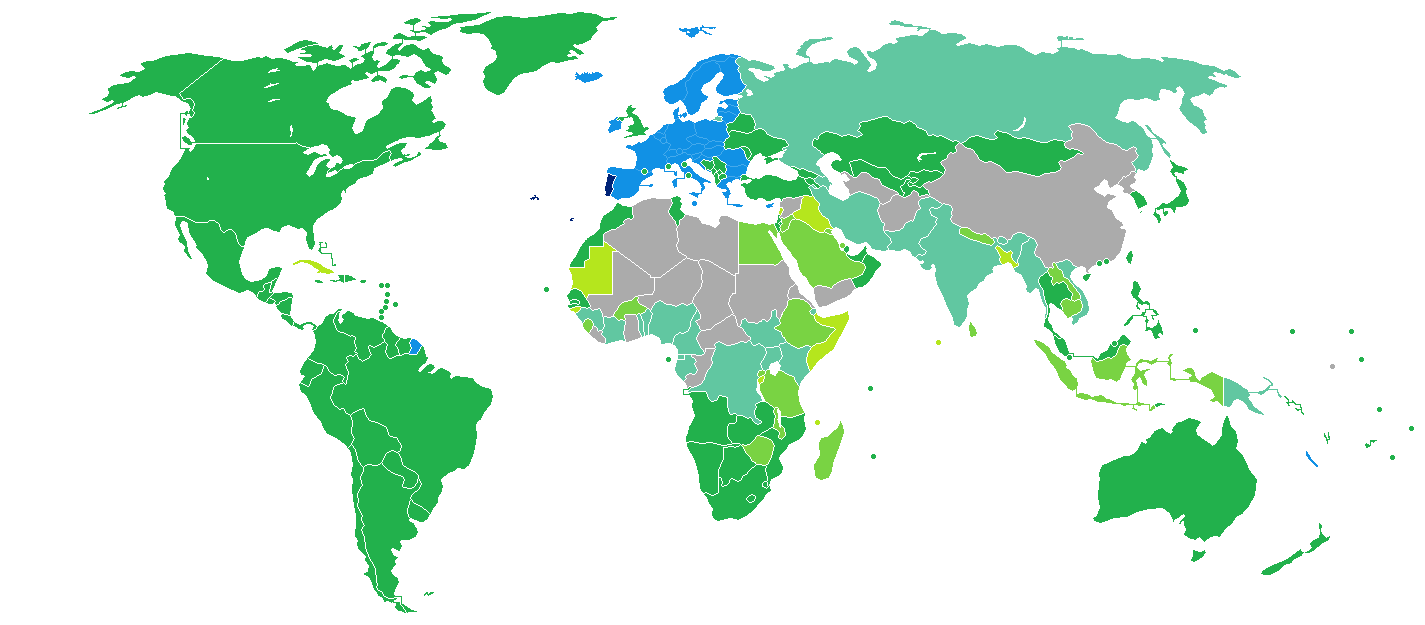
葡萄牙公民簽證要求
可無限期逗留（申根條約）
免簽證或電子旅行證(ETA)
落地/電子簽證
落地簽證
電子簽證
需要簽證

## 擁有葡萄牙國籍的澳門人
葡萄牙統治澳門期間，澳葡政府簽發給澳門居民的葡萄牙身份證明文件有两种：葡萄牙護照及葡萄牙外國人士護照（Passaporte para Estrangeiros）。

### 在澳門主權移交中國之前，澳門人擁有葡萄牙國籍的3種方法
1. 根據《葡萄牙國籍法》規定，在1981年11月20日之前在葡萄牙及澳門出生的人士被自動推定為葡萄牙公民。因此不論此人其血統，種族，宗教信仰及父母的國籍等各種因素，均可以自動取得葡萄牙國籍。[2]
2. 父親或母親以血統方式過繼葡萄牙國籍給予所生子女。其父親或母親擁有葡萄牙國籍，便可以憑葡萄牙公民在海外所生的子女條件來把葡萄牙國籍過繼給予所生子女。
3. 以夫妻婚姻關係方式過繼葡萄牙國籍給予外國人配偶。根據葡萄牙國籍法，外國人配偶與葡萄牙公民結婚滿三年，沒有觸犯任何刑事罪行及能操最低標準要求的葡萄牙語，便可以申請歸化取得葡萄牙國籍。[3]

澳門在主權移交中國之前為葡萄牙屬地（1557年至1999年12月19日），昔日澳葡政府簽發給合資格澳門人的葡萄牙身份證明文件。據《中葡聯合聲明》葡萄牙備忘錄表示，凡擁有葡萄牙國籍的澳門人，在澳門主權移交中國之後可以繼續使用並重新續領使用葡萄牙護照，以及可以把葡萄牙國籍過繼給予所生子女。非葡籍人士不得再單憑與澳門的任何關係，從而取得葡萄牙國籍。另外，除持有葡萄牙護照的葡萄牙國籍澳門人，對於非葡萄牙國籍的澳門人，澳葡政府便發出葡萄牙外國人士護照（Passaporte para Estrangeiros）。在澳門主權移交中國之後，理論上葡萄牙外國人士護照（Passaporte para Estrangeiros）是會即時失效，但考慮到擁有葡萄牙外國人護照的非葡萄牙國籍澳門人未必能夠在葡萄牙外國人士護照失效之前申請澳門特別行政區護照，故葡萄牙與中國雙方討論後，同意把葡萄牙外國人士護照的有效日期延長至2001年12月19日。
2015年，葡萄牙葡僑事務國務秘書西沙里奧（José de Almeida Cesário）所作出統計，全澳門64萬以上人口當中，有16萬8千名澳門人，澳葡混血人士和土生葡人擁有葡萄牙國籍。